# Cichladusa
Cichladusa là một chi chim trong họ Muscicapidae.

## Hình ảnh

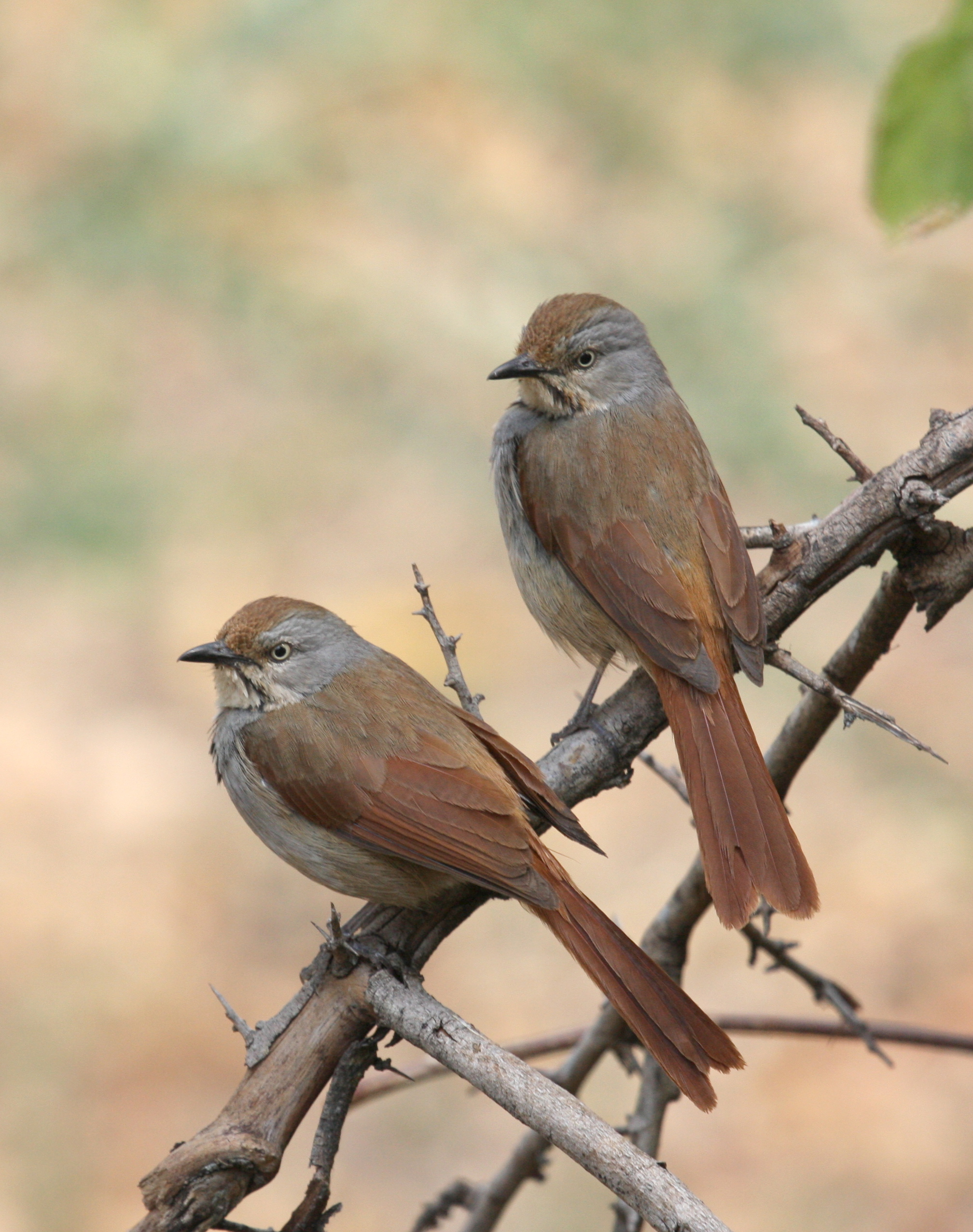
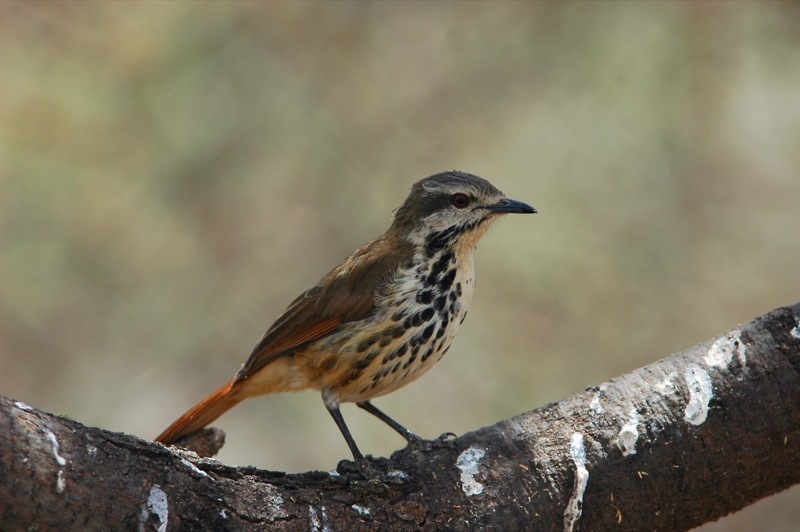